# Ahmet Ali Çelikten

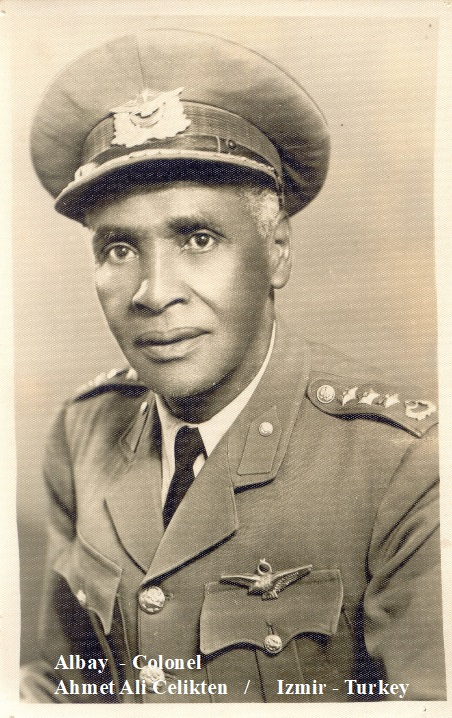
Albay / Colonel Ahmet Ali Celikten

Ahmet Ali Çelikten (* 1883 in Izmir; † 1969) war ein im Osmanischen Reich geborener türkischer Pilot. Er wird als der erste schwarze Pilot in der Geschichte angesehen.

## Leben
Çelikten wurde 1883 in Izmir geboren und war türkischer, arabischer und afrikanischer Abstammung. Seine Mutter war eine Sklavin aus Kanem-Bornu, inzwischen Nigeria.
Im Jahr 1914 wurde Çelikten Pilot und diente ab 1916 im türkischen Militär; er kämpfte im Ersten Weltkrieg. Danach nahm er am Türkischen Befreiungskrieg teil und unterstützte die Türkische Nationalbewegung.

## Belege
1. ↑  World's First Black Fighter Pilot - Ahmet Ali Celikten. In: aviationfile, aviation related articles, quizes, figures, schemes. 3. Dezember 2020, abgerufen am 26. Mai 2022 (amerikanisches Englisch).
2. ↑  Amasra'da Deniz Teyyare İstasyonu | Amasra.Net. 29. Dezember 2016, abgerufen am 26. Mai 2022 (türkisch).

| Personendaten    | Personendaten       |
| ---------------- | ------------------- |
| NAME             | Çelikten, Ahmet Ali |
| KURZBESCHREIBUNG | türkischer Pilot    |
| GEBURTSDATUM     | 1883                |
| GEBURTSORT       | Izmir               |
| STERBEDATUM      | 1969                |